# Rigoberto Rubio
Rigoberto Rubio Ramírez ist ein ehemaliger chilenischer Brigadegeneral, der beim Militärputsch vom 11. September 1973 als Oberst Generalsekretär des Heeres war. Er war während der Militärdiktatur unter General Augusto Pinochet unter anderem Befehlshaber der 3. Heeresdivision, Intendant der Octava Región sowie Direktor der Obersten Akademie für Nationale Sicherheit ASUSENA (Academia Superior de la Seguridad Nacional).

## Leben
Rubio trat nach dem Schulbesuch in das Heer (Ejército de Chile) ein und absolvierte dort eine Ausbildung zum Offizier. Zwischen Januar und Juni 1954 besuchte er als Leutnant einen Lehrgang für Ingenieure an der School of the Americas in Fort Benning in den USA. Er absolvierte zwischen 1957 und 1958 einen Kommandeurs- und Generalstabslehrgang am Command and General Staff College der US Army in Fort Leavenworth. 
Zum Zeitpunkt des Militärputsches vom 11. September 1973 gegen Staatspräsident Salvador Allende war er Generalsekretär des Heeres. Aufgrund dieser Stellung genoss er das Vertrauen des Oberbefehlshabers des Heeres, General Pinochet, der ihn am 10. September 1973 beauftragt hatte, den Funkverkehr zwischen allen Truppenteilen der Garnison Santiago de Chile vorzubereiten, um damit die Durchführung des Staatsstreiches am darauf folgenden Tag zu koordinieren.
Nach dem Putsch wurde Rubio von der regierenden Militärjunta (Junta del Gobierno) zunächst zum Direktor des staatlichen Mineralölunternehmens Empresa Nacional del Petróleo (ENAP) ernannt. 1978 wurde er zum Brigadegeneral befördert sowie zum Befehlshaber der 3. Heeresdivision ernannt, übernahm aber kurze Zeit später die Funktion der damaligen Octava Región, aus der die heutige Región del Bío-Bío hervorging. Während dieser Zeit kam es am 3. Juli 1978 zu einem Verfahren vor dem Berufungsgericht von Concepción (Corte de Apelaciones de Concepción) zum Verschwinden des Landarbeiters José Gilberto Araneda Riquelme. Dabei bestritt Rubio, hierzu einen Befehl gegeben zu haben oder daran beteiligt gewesen zu sein. Bei einem Verfahren vor dem Berufsgericht von Chillán bestritt er auch eine Beteiligung beim Verschwinden des Fotografen, Theaterdirektors und Politikers der linksgerichteten Movimiento de Izquierda Revolucionaria (MIR), Ricardo Troncoso León.
Wiederum einige Zeit später übernahm er am 14. Dezember 1978 die Funktion als Direktor der Obersten Akademie für Nationale Sicherheit ASUSENA (Academia Superior de la Seguridad Nacional). In dieser Funktion erklärte er 1979: „Nationale Sicherheit kann keineswegs eine offizielle Ideologie bilden, die mit Waffengewalt auferlegt wird. Ohne nationale Sicherheit gibt es keine Entwicklung, und ohne Entwicklung gibt es keine Sicherheit, sie sind zwei völlig von einander abhängige Konzepte.“
Im Januar 2006 gab ein Gericht dem Scheidungsantrag seiner Ehefrau Maria del Carmen Ramirez Vega statt.

## Veröffentlichungen
- Discurso del señor director de la Academia Superior de Seguridad Nacional, General de Brigada, Dn. Rigoberto Rubio Ramírez, con motivo de la graduación de alunmos: promoción de 1979, 1980